# Thornton-le-Dale
Thornton-le-Dale est un village et une paroisse civile du Yorkshire du Nord, en Angleterre.